# Peregrino de Plasencia
El peregrino de Plasencia fue un cristiano del siglo VI de esta ciudad del norte de Italia, que viajó a Tierra Santa en la década del 570, en la época del Imperio Bizantino, y escribió una narración de su peregrinación.
La descripción que hace el peregrino de Plasencia de los sitios y tradiciones a veces es inexacta. A pesar de eso, los investigadores valoran las descripciones de viaje del peregrino de Plasencia porque a veces contienen información sobre costumbres y tradiciones locales que no se mencionan en ningún otro texto.
La descripción que hace del cáliz de ónix venerado en la Iglesia del Santo Sepulcro y de la Lanza Sagrada de la basílica del Monte Sion se consideran los primeros registros del culto de estos objetos.
También menciona que en una gruta en la ribera del Jordán se conservaba el sudario que se decía que estuvo sobre la cabeza de Jesús.